# Yas Waterworld

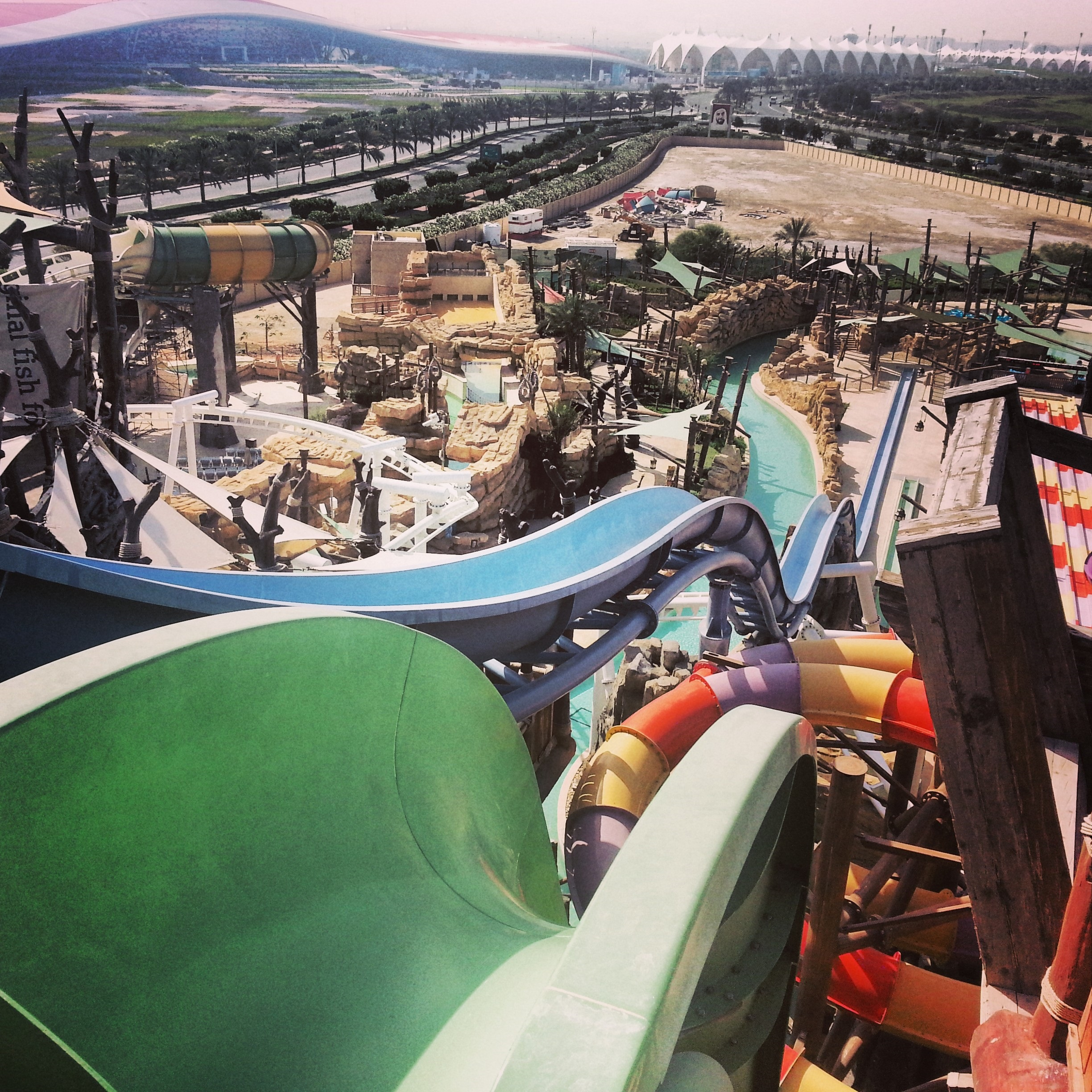
Yas Waterworld

Yas Waterworld est un parc aquatique situé aux Émirats arabes unis, sur l'île de Yas à Abou Dabi. Le parc abrite 25 attractions dont cinq sont les premières au monde. Le parc aquatique accueille également les Championnats du monde de Flowboarding depuis 2013. Le parc est réparti sur 15 hectares. Il est le premier parc aquatique au Moyen-Orient à être certifié avec la note de développement durable Estidama One Pearl. Le parc aquatique, qui a coûté la somme de 900 millions de dirham, a été statué comme l'un des plus grands au monde. Le parc a été développé par Aldar Properties et soutenu par Blackburn Share Holdings.

## Le parc aquatique
Le parc rend hommage au patrimoine Emirati de la perlée à travers un thème unique, "The Legend of the Lost Pearl", qui se reflète dans le design du parc aquatique et de chacune des attractions du parc. Celui-ci comprend 8 zones thématiques.

### Quaryat Al Jewana Souk

#### Attractions
- Mina Al Jewana - Lagon avec des effets d'eau
- PearlMasters

#### Restaurants
- Farah Flavours - Vente de crème glacée turque
- Ghawat Nasser - Vente de café turc et arabe
- Slush-it-up

#### Magasins
- Souk Al Jewana
- Sultan and Son Trading

### Dolphin Zone

#### Attractions
- Rush Rider - Machine à vague artificielle
- Bubbles' Barrel - Machine à vague artificielle
- Fish Pipe - Tonneau rotatif
- Water Wars - Jeu d'eau avec ballons

#### Restaurants
- Dana's Diner
- Yas Berry

### Al Wa'ha Zone

#### Attractions
- Amwaj Beach
- Amwaj Wave Pool - Piscine à vagues

#### Restaurants
- Skinny's Frozen Treats - Limonade glacée et glace pilée à la carte
- Dhabi's Ice Cream - Glace à la carte

### Marah Zone

#### Attractions
- Tot's Playground and Yehal Infants Pool - Structure de jeu pour enfant
- Yehal Tot's Play Structure
- Marah Fortress - Structure de jeu à destination familiale

#### Restaurants
- Salma's Snack Shack
- Nasser's Hot Potatoes

### Bandit Zone

#### Attractions
- Cannon Point - Canon à eau
- Bandit Bomber - Montagne russe à eau interactive
- Hairat Yas - Plongée sous-marine

#### Restaurant
- Chubby's Kitchen - Spécialité Indienne

#### Magasin
- Tawana Pearl Shop

### Jebel Zone

#### Attractions
- Slither's Slides - Six toboggans
- Hamlool's Hump - Toboggan à double bosse
- Jebel Drop - Toboggan à vitesse en chute libre
- Sebag - Tapis de course à six voies
- Al Raha River - Rivière tranquille
- Al Raha Beach
- Jabha Zone - Montagne russe interactive

#### Restaurant
- Slither's Snacks

### Dhabi Zone

#### Attractions
- Yadi Yas - Rivière à vague
- Yadi Yas Beach

### Falcon Zone

#### Attractions
- Liwa Loop - Toboggan à chute libre
- Falcon's Falaj - Toboggan hydromagnétique
- Dawwama - Toboggan hydromagnétique

## Prix et nominations
Depuis son ouverture, le parc a reçu plusieurs prix :
- The Leading Edge Award au Salon Annuel de l'Association Mondiale du Parc Aquatique, à Las Vegas, aux États-Unis en octobre 2012.
- Nommé le « deuxième meilleur parc aquatique du monde » par le Los Angeles Times[3].
- Coté par CNN comme l'un des 12 meilleurs parcs aquatiques du monde en juillet 2013[4].
- A remporté le prix des World Travel Awards pour la principale attraction touristique du Moyen-Orient de l'année 2013[5].
- The Bandit Bomber est le premier roller coaster à être incorporé dans un parc aquatique et a été classé parmi les plus récents, les plus grands et les plus mauvais montagnes russes du monde pour l'été 2013 par CNN.
- WWA 2014 Wave Review - Meilleure promotion de l'année[6].
- What’s On Abu Dhabi – Favourite Day Out[7].